# 妖精森林的小不點
《妖精森林的小不點》是由樫木祐人創作的日本漫畫作品，連載於KADOKAWA的漫畫雜誌《Harta》，內容講述兩位女性小矮人哈库梅伊与蜜珂析的日常生活。2017年8月宣布電視動畫化，於2018年1月播出。
本作最初是名為「昨日的茜色」的短篇作品，於2011年4月在enterbrain的漫畫雜誌《Fellows!》（後更名Harta）上刊載，後於同年10月在其兄弟雜誌《Fellows!(Q)》刊載新短篇「腳下的行走方式」。2012年4月，本作在《Fellows!》以「小矮人日和」為題開始連載，並於同年12月更改為現名。
《這本漫畫真厲害！》的加山龍司評論本作「雖然角色以可愛的小矮人形象呈現，但對日常生活的詳細描寫令她們像是擁有呼吸一般」，認為本作是「以不可思議世界為舞台的日常生活故事」。

## 劇情簡介
哈庫梅伊與蜜珂析。
住在綠意盎然森林裡的，兩位小巧的女孩子。
在樹洞裡建造住家、把樹葉當做雨傘、坐在昆蟲和小鳥的背上……
如果身高只有9公分的話，這種事情是可以做得到的。
不去稍微地偷看一下嗎？
她們那安詳而又愉快的，十分可愛的日常生活。

## 登場人物

### 主人公
哈庫梅伊（薄明）（ハクメイ，聲：松田利冴）
又译“白明”。
首次登場於原作第1話（動畫第1話）。
本作主角之一，女性，23歲，火紅色捲短髮，故鄉在木卡庫(ムカク)。
寄宿在蜜珂析家的食客。中性的外表，有時會被他人誤認為是男性，
開朗活潑的戶外派，曾經在各地旅行，擁有豐富的露營經驗。
身強體健，但不會游泳，心跳率異於常人的高。
手藝靈巧，擅長修理與製作各種東西。
平時從事修理工，但因為技術太好的關係，導致客戶很少回流，生意反而不興隆。沒工作時就會做蜜珂析的助手。
名字以漢字寫為『薄明』，来自于与天气有关的称呼。
蜜珂析（美东风）（ミコチ，聲：下地紫野）
又译“御子地”。
首次登場於原作第1話（動畫第1話）。
本作主角之一，女性，24歲，黑色瀏海直長髮，故鄉在凱伊(ケイ)。
溫柔內向的居家派，擅長料理與縫紉等家務。
歌喉很好但本人不自覺，十分受人歡迎，在外頭有大量追求者。
性格膽小，害怕蟲子與鬼怪，如果是遇到連哈庫梅伊都會恐懼的事物會直接昏倒。
平時從事乾貨與香料製作，由於品質很好所以廣受大量店家所愛，會將製作的商品批發給夢品商店，生意非常好。
名字以漢字寫為『美東風』，来自于与风有关的称呼。

### 主人公的親朋好友
康居（空玖）（コンジュ，聲：悠木碧）
首次登場於原作第2話（動畫第2話）。
女性，26歲，金色波浪長髮，故鄉在卡南卡(カナンカ)。
蜜珂析的朋友，在收穫祭歌姬票選時與蜜珂析同票數當選，因而對她產生競爭意識，但因表演當天感冒的意外使兩人化敵為友。
與蜜珂析相反地不擅長料理，但除此之外的女子力仍不錯，很會包裝與製作肥皂。
現在居住在無法地帶的蜂蜜館中。習慣裸睡。
吟遊詩人，時常擔任歌手的工作，擅長唱低音並用胸前的豎琴伴奏。
名字以漢字寫為『胡飲酒』，来自于与古代舞蹈有关的称呼。
千（セン，聲：安濟知佳）
首次登場於原作第3話（動畫第2話）。
女性，19歲，銀色露額長髮，故鄉在八代(ガダイ)。
住在沼澤的研究員，從事「生命學」研究，研製出了能用聲音作為動力操作骨骸的技術「音樂燈」，現住在一隻取名為「喬治」的烏龜骸骨中。
因為她的研究，周圍地帶傳出了幽靈魚出沒的謠言。
夜視能力相當好。
名字以漢字寫為『泉』，来自于与水有关的称呼。
瑪雅(店長)（マスター，聲：緒方惠美）
首次登場於原作第6話（動畫第1話）。
女性，33歲，戴圓眼鏡，綁著頭巾和圍巾，三白眼，淡綠色馬尾，頭髮凌亂，故鄉在西諾奇(ヒノチ)。
海港城市阿拉比積木市場的咖啡屋「小骨」的三代目店長。是先代店長（聲優:渡辺明乃）的女兒。蜜珂析是店裡的常客。
嘉妲（ジャダ，聲：新谷真弓）
首次登場於原作第13話（動畫第6話）。
女性，30歲，黑色捲短髮，故鄉在哈魯汗(ハルハン)。
住在蛋殼小屋「翡翠之卵」裡的美髮師，擁有傑出的美髮技術，為人卻偏近懶散，經常因為微不足道的原因而不開店。
特別喜歡莫西干頭髮型，經常勸客人理。
由於蜜珂析改良了她檸檬酒的配方而大受歡迎，因此知名度大增。
原作第36話透露嘉妲過去就讀於美容學校，是個成績優異，沉默寡言，成天埋首於練習的好學生。
小春（聲：小倉唯）
首次登場於原作第16話（動畫第7話）。
小鍬形蟲，女性，16歲，左邊觸角綁有蝴蝶結，故鄉在西諾奇。
樹上的房客，居住在位於哈庫梅伊與蜜珂析家上方的樹洞中，偶然與兩人相識並成為朋友。
帶有鄉下姑娘般的純真與羞澀，非常憧憬繁華時髦的都市生活。
原作第33話(動畫第7話)中無視哈庫梅伊的勸告買下時髦的家具，結果因為完全不合身而吃盡苦頭。之後忍痛將家具退還，只留下一張椅腳被鋸短的旋轉椅。
夢想是談一場「都會版的戀愛」。
咪咪（ミミ，聲：高橋李依）
首次登場於原作第17話（動畫第7話）。
長耳跳鼠，女性，21歲，故鄉在卡南卡。
流浪攝影師，從瑪提那塔啟程前往下一個城鎮的路途中偶遇陣雨，在哈庫梅伊與蜜珂析家門口紮營。受兩人邀請進屋躲雨而成為朋友。
擅長藉由長時間與拍攝對象相處，使其在完全習慣攝影機存在的情況下完成日常行為的留影。
擅長拍攝別人，卻從未拍攝自己的相片。在離開哈庫梅伊與蜜珂析家前，留下第一張有自己入鏡的合照。
愛結音（アユネ，聲：生天目仁美）
首次登場於原作第25話（動畫第10話）。
女性，28歲，黑色側分短髮，故鄉在凱伊。
蜜珂析的姐姐，天才劇作家，除了寫劇本外甚麼都不會，也使蜜珂析從小培養出優秀的家政能力。
個性我行我素，不拘小節，喜歡作弄個性認真的蜜珂析。
左撇子，喜歡用菸斗抽菸。似乎與劇團的某位成員有婚約。
綠尾老（りょくびろう，聲：榊原良子）
首次登場於原作第9話（動畫第4話）。
老灰狼，女性，年齡不詳，獨眼，尾巴末端染成綠色，故鄉在西諾奇。
商隊「綠尾老」的首領。憑藉強大的交涉力與武力，被世人稱作「微笑的女傑」。
過去曾收留因飢餓而不支倒地的哈庫梅伊，並將其護送到瑪提那塔，使哈庫梅伊得以與蜜珂析相遇，被哈庫梅伊視為恩人。
非常喜歡哈庫梅伊的紅髮。離別前，哈庫梅伊將自己的紅髮送給綠尾老作為紀念。直至如今，綠尾老仍將這條髮辮別在自己的毛髮上。

### 石貫會
鰯（いわしだに，聲：松風雅也）
首次登場於原作第5話（動畫第3話）。
黃鼬，男性，32歲，故鄉在西諾奇。
負責引領哈庫梅伊工作的工頭，修理技術同樣非凡，甚至連休假都在想著修復工作的事。
雖然經常鬥嘴，但卻非常信任一塊工作的哈庫梅伊，甚至願意將作為匠人生命的工具交予她打磨。
個性有點爛好人。原作第21話(動畫OVA)，在協助嘉妲改建蛋殼屋後，被對方以報答的名義理了莫西干頭。
作為石貫會的一員，相當尊敬西風與火天。
西風（ナライ，聲：津田健次郎）
首次登場於原作第11話（動畫第5話）。
男性，50歲，灰白短髮，深褐色皮膚，右側眉毛有傷疤，故鄉在凱伊郊外。
木匠公會「石貫會」的會長。年輕時與火天以外地人的身分振興了衰落的工匠業界，靠著頂尖的技術逐步完成工作累積聲望，成就如今的石貫會。
經常抽著煙管，對工匠要求嚴謹。總是不苟言笑，但其實生性溫柔脆弱。深愛著自己的妻子哈庫優，經常無法抗拒她的要求。
起初無法信任哈庫梅伊的能力，在幾次觀察與測驗下對其逐漸改觀，於原作第12話(動畫第5話)正式承認哈庫梅伊作為石貫會的一員。
曾經將哈庫梅伊誤會為男性，並以為蜜珂析是哈庫梅伊的妻子。
火天（カテン，聲：土田大）
首次登場於原作第11話（動畫第5話）。
果子狸，男性，43歲，故鄉在凱伊郊外。
木匠公會「石貫會」的副會長。年輕時與西風以外地人的身分振興了衰落的工匠業界，靠著不俗的力氣逐步完成工作累積聲望，成就如今的石貫會。
身材雖高大，個性卻隨和友善，慢條斯理。被哈庫優匿稱為「小喀特」。
哈庫優（聲：中原麻衣）
首次登場於原作第12話（動畫第5話）。
女性，40歲，栗色盤髮。溫柔賢慧，臉上總是帶著微笑，故鄉在木卡庫。
西風的妻子，擅長廚藝，深受蜜珂析景仰。擁有不怒而威的氣質，被石貫會全體成員視為母親般的存在。
被稱為「石貫會中最可怕的人」，但自己卻沒有自覺。

### 吞戶屋
茜娜垛（シナト，聲：內山夕實）
首次登場於原作第8話（動畫OVA）。
女性，28歲，上吊眼，酒紅色直長髮，故鄉在凱伊。
與妹妹蜜瑪麗共同經營酒館「呑戸屋（どんどや）」。
眼神兇惡，個性陽剛。喜歡抽菸斗，愛喝酒但容易醉。時常與哈庫梅伊賭博。
蜜瑪麗（ミマリ，聲：市道真央）
首次登場於原作第8話（動畫OVA）。
女性，22歲，酒紅色翹短髮，戴髮帶，語尾會加上「ッス」。由於茜娜垛出生後全家從凱伊搬遷至八代，所以出生地與姐姐不同。
與姊姊茜娜垛一起經營「吞戶屋」，和暴躁的姊姊不同，性格相當友善。
擅長游泳，原作第36之2話中曾教導哈庫梅伊基礎的游泳技法，並無意間抖出茜娜垛也是旱鴨子的事實。

### 蜂蜜館
萊香（ライカ，聲：小松未可子）
首次登場於原作第7話（動畫第4話）。
女性，24歲，黑色中分長直髮，故鄉在木卡庫。
康居的鄰居兼友人，在郵局擔任後勤人員。常常照顧神經大條的康居，也會幫康居做早餐。
表面上一副受不了康居的樣子，暗地裡其實是歌手康居的忠實粉絲，但並沒有讓康居知道。
宇海（ウカイ，聲：岸尾だいすけ）
首次登場於原作第15之1話（動畫第8話）。
男性，享年57歲，帶單邊眼鏡，墨綠色捲髮，留著絡腮鬍，故鄉在卡南卡。
無法地帶「蜂蜜館」的初代目館主。享樂主義者，因釀酒而致富，為了到死都能愉快的生活而建造集合眾多藝術家與非法之徒的蜂蜜館。
在日垣與旋毛丸的回憶中，每當有人吵架時，宇海總會帶來自己特調的薄荷朱利酒前來仲介，酒的味道美味得能平息任何紛爭，如同魔法一般。然在喝過蜜珂析的改良版後，兩人才想起宇海的酒其實難喝得要命，只是被記憶美化了。
名字拼音(Ukai)與日文「愉快(Yukai)」諧音。
日垣（ヒガキ，聲：竹内良太）
首次登場於原作第15之1話（動畫第8話）。
男性，72歲，黑捲髮，留著絡腮鬍，故鄉在卡南卡。
「蜂蜜館」的二代目館主，也是元老級住民，宇海的好友。宇海過世後繼任館主，因走不出對宇海的思念而迷失自我，得不到以旋毛丸為首的「老頑固」認同。
為了再現蜂蜜館的繁榮而拜託蜜珂析重現宇海的利口酒。在「漫長的一天」中重拾初衷，與旋毛丸和解，成為實至名歸的館主。
原本第一人稱是「僕」，重獲自信後變為「私」。
旋毛丸（ツムジマル，聲：諏訪部順一）
首次登場於原作第15之1話（動畫第8話）。
彩虹飛蜥，男性，35歲，故鄉在西諾奇。
蜂蜜館的元老級住民，「老頑固」實質上的首領。長相兇惡，舉止與談吐都像流氓，但性格並不壞。
與日垣一樣惦記著宇海在世的繁華時光，對迷失自我的日垣感到失望，因此架空日垣的館主地位，自稱「現在我們沒有老大」。為了給新人下馬威破壞康居的演唱會，並派人綁架康居。
在騷動中與日垣一同出手保護差點被油燈擊中的蜜珂析；在喝過蜜珂析改良的利口酒後，擺脫對宇海的思念，與日垣重歸於好。
原作第39話，為協助日垣搬運書籍來到圖書館，在圖書館裡打瞌睡造成圖書館員基昂的困擾；並透露他喜歡毛茸茸哺乳類的性偏好，對同種類爬蟲類女性沒有興趣。
米奇（聲：手塚ヒロミチ）
首次登場於原作第15之1話（動畫第8話）。
男性，23歲，上吊的三白眼，後梳緊紮黑髮，故鄉在西諾奇。
「老頑固」的一員，初登場時作為綁架康居的一員。
蜂蜜館「蔬菜店米奇」的店主。擁有高超的選貨眼光，對蔬果抱有真摯的熱情。店內蔬果的鮮度與口感都有相當高的水平，偶爾還會出現一般店裡找不到的罕見品種。但因為店面位置偏僻、宣傳不足、價位過高等因素，只有少數幾間餐廳會進貨，導致許多惡性庫存，因此在同業中評價極差。
原作第22話中壟斷所有木梅。在蜜珂析的威脅利誘下妥協，自願作為蜜珂析的原物料供應商。
修卡
首次登場於原作第15之2話（動畫第8話）。
女性，年齡與出生地皆不詳，黑色直長髮。
位於蜂蜜館最下層「金層」中央的酒吧「狡黠哈露茲」的老闆兼調酒師。雖然年輕，卻是蜂蜜館的元老級住民。
過去一段時間曾遠赴他鄉學習酒的知識，歸來後在宇海的贊助下開設酒館，「狡黠哈露茲」之名也是宇海取的。
由於老頑固和新人都無法在她面前擺架子，使「狡黠哈露茲」成為蜂蜜館少有的安全地帶。
左手無名指戴有戒指，但就算向她問起也會被巧妙的轉移話題。

### 夢品商店
鈴美
首次登場於原作第18話。
歐洲獾，女性，36歲，帶著眼鏡，故鄉在西諾奇。
雜貨店「夢品商店」的店長。擁有敏銳的商業頭腦，交際手腕也是一流，但因為時常埋首於文件，只好拜託蜜珂析代為社交。
性格大氣，對弟弟凱多的巧手引以為傲，從小就四處誇耀弟弟的手藝，讓凱多非常困擾。想與凱多合作甜點生意，卻沒有察覺凱多不擅應對自己。
凱多
首次登場於原作第18話。
歐洲獾，男性，35歲，帶著眼鏡，故鄉在西諾奇。
鈴美的弟弟，可露麗達人。個性溫柔內向，不擅長應付強勢的姐姐。
為了躲避姐姐，與一隻名叫「時雨」的蜜蜂住在森林深處。
原作第40話，透露他不喜歡抹茶，並希望玲美把自己當作平等的工作夥伴尊重而非弟弟使喚，因此賭氣辭職了一陣子。

### 其他角色
號外蝗蟲（聲：後藤啓介）
首次登場於原作第1話（動畫第1話）。
負責送報的蝗蟲。
遷徙鼠二人組
首次登場於原作第14話。
居無定所的兩隻褐鼠，總是一起行動，其中一隻帶著墨鏡。
靠投機取巧與耍小聰明維生，見利忘義，不可信任。但其實本性善良，做的事都無傷大雅。
在巴士上偶遇打算前往咖啡店「Glimmer」的哈庫梅伊與蜜珂析。因覬覦蜜珂析作的三明治而自願帶兩人前往目的地，但其實並不知道正確位置，最後在誤打誤撞之下成功來到咖啡店。
原作第35話再次登場。當時他們正將順流而下的水果蒐集起來販賣。後與兩人前往吞戶屋。
多雷姆（聲：竹内栄治）
首次登場於原作第17話（動畫第6話）。
筆尾獴，男性，37歲，故鄉在卡南卡。
原潮流設計師，現為瑪提納塔城祈雨小道的二手衣店「理‧露娜」的店長。擅長點出顧客自己也不知道的一面，並為其選擇自然貼身的衣物。店裡一直絡繹不絕。
天才設計師「寡作的針姬」奈特‧內璐的粉絲，為了推廣其作品而開設二手衣店。店裡擁有許多名牌衣物的仿製品，唯有奈特‧內璐是真品。
原作第38話中作為時裝秀的主辦人之一，鼓勵蜜珂析參加時裝設計大賽。
基昂
首次登場於原作第29話。
男性，35歲，銀白色大背頭，深褐色皮膚，故鄉在哈魯汗，左耳帶著哈魯汗特有的長型耳墜。
瑪提納塔圖書館的管理員，熱衷於自己的工作，常常因過度投入而過勞。自從被哈庫梅伊的博學震懾後，經常燃起在書籍推薦時的競爭意識。
暗林之聲（クラモリノコエ）
首次登場於原作第31話。
傳說中守護樹木的惡魔。有關他的資訊非常少，只留下「鳥喙般的嘴」、「黑漆漆的體毛」、「恐怖的聲音」等記載。
為了紀念他，瑪提那塔城7年一度會舉行「樹鎮的塔布」祭典，大人裝扮成暗林之聲的樣子嚇唬小孩，小孩只要拿出斷柄小斧，即可嚇跑暗林之聲，取得糖果。
其為真實存在在當地的人物，為瑪堤納塔地區的原住民，僅憑一人之力全滅拓荒團，但最後仍被樵夫用斧頭殺死。其死後瑪堤納塔發生連續7年的荒災，也因此產生如今的祭典。
相傳他生前的據點就是哈庫梅伊與蜜珂析居住的大樟樹。
卡內利安
首次登場於原作第36話。
男性，30歳，金色長髮，有虎牙。
巡迴劇團的演員，與嘉妲是美容學校的同學。自稱與嘉妲是「心之友」。
性格風流豪爽，自言年輕時相當輕浮。一直很在意嘉妲而用盡方法引其注意，被嘉妲視為麻煩人物，
在瑪提納塔公演時到訪翡翠之卵請求嘉妲為其理髮，嘉妲不得已之下偽裝成「弟子捷妲」幫他理髮，但最後仍被識破。
在搭便車回中兩人終於把話說開，後嘉妲稍微願意去看劇團的演出。

## 故事場景
瑪提那塔（マキナタ）
山間都市瑪提那塔是個被遺跡群和大山包圍，充滿著大量勞動者的城市。這城鎮的時間流動得特別悠閒平靜。
瑪提那塔的大門有體格的限制，所以使得身材特別龐大的旅人無法在此地停留。
阿拉比（アラビ）
傳聞港鎮阿拉比的積木市場是由三家店鋪的名士發展起來的，魚師的氣球丸、布店的維莉、咖啡店的丘瓦卡。
現今變為廢墟的原中央廣場舊址依然保留著積木市場一層一層堆疊建築外型的原型。
阿拉比獨特的積木構造，據說來自於三人酒席間的玩笑話——「只要不斷往上疊加，店鋪想建多少就能建多少」。
石貫會（石貫會，いわぬきかい）
位於瑪提那塔的木匠聯合工會。曾經荒廢一時，因為「眼神銳利的男人」與「慢性子的男人」（即年輕時代的西風與火天）的到來而成功復興。
公會宗旨是「安全、迅速、認真、同心協力！」。
蜂蜜館（蜂蜜館）
由釀酒致富的大富豪享樂家宇海所成立，聚集了藝術家和混混的無法地帶，從下到上有金、石、系、竹、匏、土、革、木共八層，在金層的底下還有秘密通道和酒窖。蜂蜜館的信條是「萬事皆可」。
夢品商店（むじな商店）
是一家旗艦店位於馬鈴薯山谷腳下的商店，平時出售日用品、加工食品、麵包及零食等，不過在瑪提那塔舉行祭典時，將會在露天店面上販售限定商品。

## 出版書籍
| 冊數 | KADOKAWA      | KADOKAWA                                                | 東立出版社     | 東立出版社             | 中信出版社 | 中信出版社             |
| 冊數 | 發售日期      | ISBN                                                    | 發售日期       | ISBN                   | 發售日期   | ISBN                   |
| ---- | ------------- | ------------------------------------------------------- | -------------- | ---------------------- | ---------- | ---------------------- |
| 1    | 2013年1月15日 | ISBN 978-4-04-728634-4                                  | 2014年12月8日  | ISBN 978-986-365-190-1 |            | ISBN 978-7-5217-7202-9 |
| 2    | 2014年1月14日 | ISBN 978-4-04-729394-6                                  | 2014年12月8日  | ISBN 978-986-365-191-8 |            | ISBN 978-7-5217-7202-9 |
| 3    | 2015年1月15日 | ISBN 978-4-04-730154-2                                  | 2016年5月6日   | ISBN 978-986-382-896-9 |            | ISBN 978-7-5217-7202-9 |
| 4    | 2016年1月15日 | ISBN 978-4-04-730926-5                                  | 2016年12月15日 | ISBN 978-986-109-373-4 |            |                        |
| 5    | 2017年1月14日 | ISBN 978-4-04-734413-6                                  | 2017年11月27日 | ISBN 978-986-482-856-2 |            |                        |
| 6    | 2018年1月15日 | ISBN 978-4-04-734820-2                                  | 2020年11月12日 | ISBN 978-957-26-0628-5 |            |                        |
| 7    | 2019年1月15日 | ISBN 978-4-04-735337-4                                  | 2022年1月20日  | ISBN 978-957-26-3992-4 |            |                        |
| 8    | 2020年1月14日 | ISBN 978-4-04-735786-0                                  | 2023年4月28日  | ISBN 978-957-26-6016-4 |            |                        |
| 9    | 2021年1月15日 | ISBN 978-4-04-736272-7                                  | 2023年10月30日 | ISBN 978-626-372-493-8 |            |                        |
| 10   | 2022年1月15日 | ISBN 978-4-04-736762-3                                  | 2024年3月14日  | ISBN 978-626-02-0651-2 |            |                        |
| 11   | 2023年1月14日 | ISBN 978-4-04-737172-9                                  | 2024年8月8日   | ISBN 978-626-02-1569-9 |            |                        |
| 12   | 2024年1月15日 | ISBN 978-4-04-737629-8 ISBN 978-4-04-737630-4（特装版） |                |                        |            |                        |
| 13   | 2025年1月15日 | ISBN 978-4-04-738106-3                                  |                |                        |            |                        |

- 樫木祐人 『ハクメイとミコチ ワールドガイド 足元の歩き方』 KADOKAWA〈HARTA COMIX〉

2018年1月15日發售 ISBN 978-4-04-734821-9

## 電視動畫

### 製作人員
- 原作：樫木祐人（「妖精森林的小不點」／KADOKAWA刊）[8]
- 導演：安藤正臣[8]
- 劇本統籌：吉田玲子[8]
- 人物設定、物品設定：岩佐智子（日语：岩佐とも子）[8]
- 總作畫監督：岩佐智子、伊藤麻由加[8]
- 背景美術：草薙[8]
- 美術指導：栗林大貴[8]
- 美術統整：須江信人[8]
- 美術設定：須江信人、綱頭瑛子[8]
- 色彩設計：南木由實[8]
- 攝影指導：中川[8]
- 編輯：及川雪江[8]
- 音效指導：飯田樹[8]
- 音樂：Evan Call[8]
- 音樂製作：Lantis[8]
- 動畫製片人：比嘉勇二[8]
- 動畫製作：Lerche[8]
- 製作：妖精森林的小不點製作委員會[8]

### 主題曲
片頭曲（OP）
「urar」（第2～5集，8～11集）
主唱：Chima
作詞、作曲：Chima，編曲：高野寬
片尾曲（ED）
「Harvest Moon Night」（第1～8集，10～12集，OVA）（第2集插曲）
主唱：蜜珂析（下地紫野）、康居（悠木碧）
作詞、作曲、編曲：mito
「水底のリズム」（第9集）
主唱：康居（悠木碧）
作詞：坂井龍二，作曲：高橋乃意，編曲：川本新
插曲（IN）
「木こりの歌」（第9集）
主唱：哈庫梅伊（松田利冴）、蜜珂析（下地紫野）、康居（悠木碧）、千（安濟知佳）
作詞：樫木祐人，作曲、編曲：よしうらけんじ

### 各話列表
| 放送集數       | 原作話數 | 日文標題 | 中文標題          | 劇本       | 分鏡              | 演出              | 作畫監督                                                 | 總作畫監督          |
| -------------- | -------- | -------- | ----------------- | ---------- | ----------------- | ----------------- | -------------------------------------------------------- | ------------------- |
| 第1集          | 01       |          | 昨日的茜色        | 吉田玲子   | 安藤正臣          | 安藤正臣          | 金子美咲、藤田亞耶乃                                     | 岩佐智子 伊藤麻由加 |
| 第1集          | 06       |          | 船歌的市場        | 吉田玲子   | 安藤正臣          | 安藤正臣          | 金子美咲、藤田亞耶乃                                     | 岩佐智子 伊藤麻由加 |
| 第2集          | 02       |          | 兩名歌姬          | 吉田玲子   | 安藤正臣          | 間島崇寛          | 嵯縒能世布                                               | 岩佐智子 伊藤麻由加 |
| 第2集          | 03       |          | 玻璃燈            | 吉田玲子   | 安藤正臣          | 間島崇寛          | 嵯縒能世布                                               | 岩佐智子 伊藤麻由加 |
| 第2集          | 23       |          | 一杯咖啡          | 吉田玲子   | 安藤正臣          | 間島崇寛          | 嵯縒能世布                                               | 岩佐智子 伊藤麻由加 |
| 第3集          | 04       |          | 星空與蘆柑        | 吉田玲子   | 濑村俊一郎        | 福井洋平          | 山田勝、村松尚雄 相原理沙、菅原浩喜                      | 岩佐智子 伊藤麻由加 |
| 第3集          | 05       |          | 工作日            | 吉田玲子   | 濑村俊一郎        | 福井洋平          | 山田勝、村松尚雄 相原理沙、菅原浩喜                      | 岩佐智子 伊藤麻由加 |
| 第4集          | 07       |          | 工作日2           | 大河內一樓 | 安藤正臣          | 鈴木芳成          | 藤田亞耶乃、安形佳己 成川多加志、樋口博美 難波勝美       | 岩佐智子 伊藤麻由加 |
| 第4集          | 09       |          | 貓頭鷹與往事      | 大河內一樓 | 安藤正臣          | 鈴木芳成          | 藤田亞耶乃、安形佳己 成川多加志、樋口博美 難波勝美       | 岩佐智子 伊藤麻由加 |
| 第5集          | 11       |          | 公會的現場        | 國澤真理子 | 大橋明代          | 柴田裕介          | 金子美咲、幸野浩二 山形孝二、永田陽菜                    | 岩佐智子 伊藤麻由加 |
| 第5集          | 12       |          | 巨石與基石        | 國澤真理子 | 大橋明代          | 柴田裕介          | 金子美咲、幸野浩二 山形孝二、永田陽菜                    | 岩佐智子 伊藤麻由加 |
| 第6集          | 13       |          | 蛋殼美髮師        | 吉田玲子   | 名村英敏          | 野亦則行          | 山田勝、安形佳己 樋口博美、稻田真樹 成川多佳志           | 岩佐智子 伊藤麻由加 |
| 第6集          | 17       |          | 休息日            | 吉田玲子   | 名村英敏          | 野亦則行          | 山田勝、安形佳己 樋口博美、稻田真樹 成川多佳志           | 岩佐智子 伊藤麻由加 |
| 第6集          | 13       |          | 蛋殼美髮師 另一天 | 吉田玲子   | 名村英敏          | 野亦則行          | 山田勝、安形佳己 樋口博美、稻田真樹 成川多佳志           | 岩佐智子 伊藤麻由加 |
| 第7集          | 16       |          | 樹上的梯子        | 大河内一楼 | 濑村俊一郎        | 淺見松雄          | 柳孝相、山村俊了 ハンミンギ                              | 岩佐智子 伊藤麻由加 |
| 第7集          | 33       |          | 城裡的生活        | 大河内一楼 | 濑村俊一郎        | 淺見松雄          | 柳孝相、山村俊了 ハンミンギ                              | 岩佐智子 伊藤麻由加 |
| 第7集          | 19       |          | 笑臉的照片        | 大河内一楼 | 濑村俊一郎        | 淺見松雄          | 柳孝相、山村俊了 ハンミンギ                              | 岩佐智子 伊藤麻由加 |
| 第8集          | 18       |          | 漫長的一天        | 國澤真理子 | 大橋明代          | 間島崇寬          | 幸野浩二、安形佳己 成川多加志、藤田亞耶乃                | 岩佐智子 伊藤麻由加 |
| 第9集          | 20       |          | 水底的律動        | 吉田玲子   | 名村英敏          | 福井洋平          | 嵯縒能世布                                               | 岩佐智子 伊藤麻由加 |
| 第9集          | 10       |          | 執著的染物        | 吉田玲子   | 名村英敏          | 福井洋平          | 嵯縒能世布                                               | 岩佐智子 伊藤麻由加 |
| 第10集         | 24       |          | 竹之湯            | 國澤真理子 | 木野目優          | 鈴木芳成          | 相原理沙、菅原浩喜 漢人寬子、安形佳己 西村幸惠、安部正巳 | 岩佐智子 伊藤麻由加 |
| 第10集         | 25       |          | 蘿蔔與菸斗        | 國澤真理子 | 木野目優          | 鈴木芳成          | 相原理沙、菅原浩喜 漢人寬子、安形佳己 西村幸惠、安部正巳 | 岩佐智子 伊藤麻由加 |
| 第11集         | 26       |          | 夜行的蒸汽火車    | 吉田玲子   | 夕澄慶英          | 野亦則行          | 藤田亞耶乃、山田勝 安形佳己                              | 岩佐智子 伊藤麻由加 |
| 第11集         | 27       |          | 雨與天唐釣        | 吉田玲子   | 夕澄慶英          | 野亦則行          | 藤田亞耶乃、山田勝 安形佳己                              | 岩佐智子 伊藤麻由加 |
| 第12集         | 30       |          | 紅髮的記憶        | 吉田玲子   | 木野目優 安藤正臣 | 笹原嘉文          | 金子美咲、成川多加志 樋口博美、藤田亞耶乃 山田勝         | 岩佐智子 伊藤麻由加 |
| 第13集 （OVA） | 21       |          | 螺絲釘與床        | 吉田玲子   | 向井雅浩 笹原嘉文 | 鈴木芳成 笹原嘉文 | 樋口博美、藤田亞耶乃 山田勝、永田陽菜                    | 岩佐智子 伊藤麻由加 |
| 第13集 （OVA） | 08       |          | 围炉與博弈        | 吉田玲子   | 向井雅浩 笹原嘉文 | 鈴木芳成 笹原嘉文 | 樋口博美、藤田亞耶乃 山田勝、永田陽菜                    | 岩佐智子 伊藤麻由加 |

### BD/DVD
| 卷   | 發行日期      | 收錄集數              | 規格編號   | 規格編號   |
| 卷   | 發行日期      | 收錄集數              | BD BOX     | DVD BOX    |
| ---- | ------------- | --------------------- | ---------- | ---------- |
| 上卷 | 2018年4月25日 | 第1集－第6集          | ZMAZ-11931 | ZMSZ-11941 |
| 下卷 | 2018年6月27日 | 第7集－第12集（+OVA） | ZMAZ-11932 | ZMSZ-11942 |

## 外部連結
- 電視動畫《妖精森林的小不點》官方網站（页面存档备份，存于）（日語）
- 電視動畫《妖精森林的小不點》官方的X（前Twitter）（日語）